# بلورات البيروفسكايت النانوية

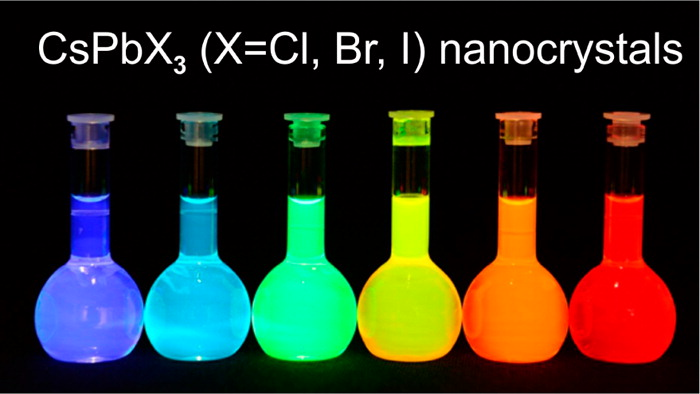
يمكن أن تُصدر بلورات البيروفسكايت النانوية ضوءًا ساطعًا عند إثارتها بالضوء فوق البنفسجي أو الأزرق. يمكن ضبط ألوانها عبر الطيف المرئي بالكامل عن طريق تغيير الهاليد من الكلوريد (الأشعة فوق البنفسجية/الأزرق) إلى البروميد (الأخضر) واليوديد (الأحمر)

تُعد بلورات البيروفسكايت النانوية (بالإنجليزية: Perovskite nanocrystals)‏ فئة من بلورات أشباه الموصلات النانوية، والتي تتميز بخصائص فريدة تميزها عن النقاط الكمومية التقليدية. تحتوي بلورات البيروفسكايت النانوية على تركيبة ABX3 حيث A = السيزيوم، أو ميثيل أمونيوم ‏ (methylammonium MA)، أو فورماميدينيوم (formamidinium FA)؛ وB = الرصاص أو القصدير؛ وX = الكلوريد، أو البروميد، أو اليوديد.
تتضمن صفاتها الفريدة إلى حد كبير بنية نطاقها الإلكتروني غير العادية التي تجعل هذه المواد بها رابطة متدلية تجعلها قادرة على الانبعاث بشكل ساطع دون تخميل السطح. يأتي هذا على النقيض من النقاط الكمومية الأخرى مثل سيلينيد الكادميوم CdSe والتي يجب أن نقوم بتخميلها بغلاف مطابق طبقيًا لكي تُصبح باعثة ساطعة. بالإضافة إلى ذلك، تظل البلورات النانوية من البيروفسكايت هاليد الرصاصي باعثة للضوء الساطع عندما يفرض حجم البلورة النانوية تقيدًا كموميًا ضعيفًا فقط. يتيح هذا إنتاج بلورات نانوية تُظهر خطوط انبعاث ضيقة بغض النظر عن تعدد تشتتها.
أدى الجمع بين هذه السمات وسهولة تركيبها إلى ظهور العديد من المقالات التي توضح استخدام بلورات البيروفسكايت النانوية كمصدر للضوء التقليدي والكموي، وظهر اهتمام تجاري كبير بها. استُخدمت بلورات البيروفسكايت النانوية في العديد من التطبيقات البصرية الإلكترونية الأخرى مثل الثنائيات الباعثة للضوء، وتطبيقات الليزر، والاتصالات المرئية، والمواد الوماضة، والخلايا الشمسية، وكاشفات الضوء.

## الخصائص الفيزيائية
تمتلك بلورات البيروفسكايت النانوية العديد من السمات الفريدة مثل: تحمل العيوب، والعائد الكمي ‏ quantum yieldالعالي، ومعدلات سريعة للتحلل الإشعاعي وعرض خط الانبعاث الضيق في الاحتجاز الضعيف، مما يجعلها مرشحة مثالية لمجموعة متنوعة من التطبيقات البصرية الإلكترونية.